# 三輪尚治
三輪 尚治（みわ なおはる、1933年3月 - ）は、日本の実業家。名港海運代表取締役社長や、東海港運協会副会長等を務めた。黄綬褒章受章。

## 人物・経歴
1951年愛知県立明和高等学校卒業。1955年早稲田大学教育学部卒業。1956年名港海運入社。1978年名港海運取締役輸出第二部長に昇格。1983年名港海運常務取締役。1988年名港海運専務取締役。1991年名郵不動産取締役。1991年Meiko Trans Canada, Inc.取締役会長。1995年名港海運取締役副社長。2001年から名港海運代表取締役社長及び名港陸運取締役を務め、情報技術の活用などを進めた。2007年名港海運取締役相談役に退いた。東海港運協会副会長等も歴任し、2010年秋の叙勲で黄綬褒章を受章した。